# Cyathea macrosora
Cyathea macrosora là một loài thực vật có mạch trong họ Cyatheaceae. Loài này được (Baker ex Thurn) Domin mô tả khoa học đầu tiên năm 1929.